# 大切頂立方八面体
大切頂立方八面体（だいせっちょうりっぽうはちめんたい、Great truncated cuboctahedron）または擬切頂立方八面体（ぎせっちょうりっぽうはちめんたい、Quasitruncated cuboutahedron）とは、一様多面体の一種である。斜方切頂立方八面体の正八角形を正8/3角形に変更した図形である。

## 性質
- 構成面: 正方形12枚、正六角形8枚、正8/3角形6枚
- 辺: 72
- 頂点: 48
- 頂点形状: 4, 6, 8/3
- シュレーフリ記号: tr{4/3,3}
- ワイソフ記号: 2 3 4/3 |
- 枠: 斜方切頂立方八面体の正方形を縦横比1:{\displaystyle {\sqrt {2}}}の長方形に変形したもの。
- 双対: 大二重二方十二面体（英語版）